# Памятник П. П. Аносову
Памятник П. П. Аносову. — памятник русскому горному инженеру, ученому-металлургу, управляющему Златоустовской оружейной фабрикой с 1824 по 1847 годы, который расположен на площади Третьего Интернационала в городе Златоусте Челябинской области.

## Описание памятника
Памятник представляет собой бронзовую статую металлурга, установленную на массивный постамент из красного гранита. Общая высота — 9,5 м, высота статуи — 4,6 м. Аносов изображен в полный рост в форменной одежде генерал-майора горной службы, в руках — изогнутая полоска булата, слева на высокой подставке — микроскоп. Постамент имеет от плинта цилиндрическую форму, переходящую в нижней части в квадратные ступени. На постаменте надпись: «Великому русскому металлургу Павлу Петровичу Аносову. 1797—1851» (правильный год рождения — 1799 — был установлен позднее сооружения памятника).

## История
Сооружение памятника начато в связи с постановлением Совета Министров СССР от 15.11.1948 "Об увековечивании памяти великого русского металлурга П. П. Аносова